# Hnífsdalur
Hnífsdalur is een klein plaatsje in het noordwesten van IJsland in de regio Vestfirðir met 248 inwoners. Het hoort samen met Ísafjörður, Flateyri, Þingeyri en Suðureyri tot de gemeente Ísafjarðarbær. Hnífsdalur is gelegen aan de Skutulsfjörður fjord.
Hnífsdalur levert veel gedroogde vis en is ook een belangrijke leverancier van de lekkernij Hákarl.
In 2010 is de Bolungarvíkurgöng tunnel richting Bolungarvík geopend.

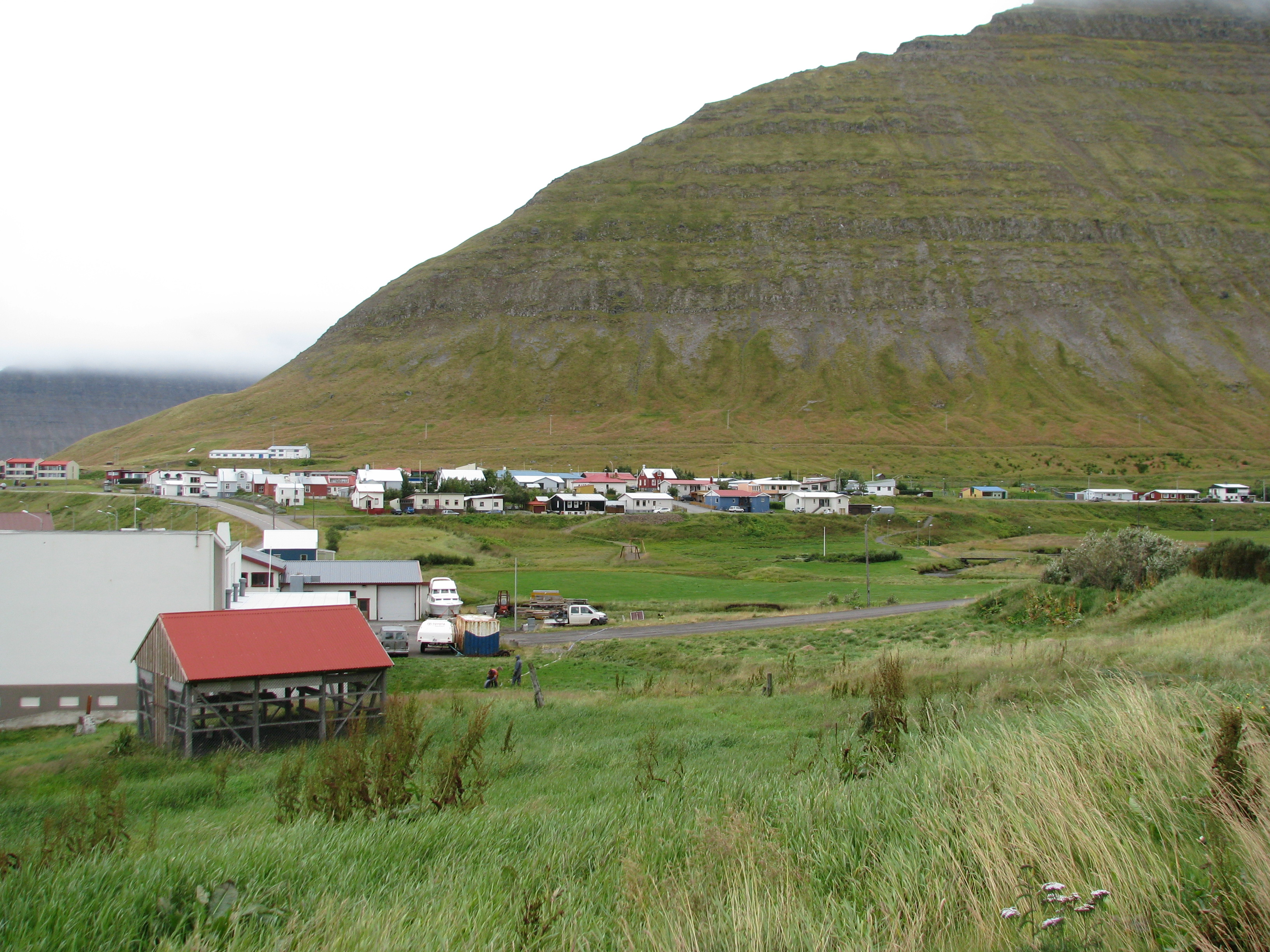
Hnífsdalur.